# Ахмед ан-Наваф аль-Ахмед ас-Сабах
Ахмед ан-Наваф аль-Ахмед ас-Сабах (1956 , Ель-Кувейт ) — кувейтський політик і військовий.
Прем'єр-міністр Кувейту 24 липня 2022 — 20 грудня 2023 рр.

## Біографія
Старший син Навафа Аль-Ахмеда Аль-Джабера Аль-Сабаха, еміра Кувейту (2020—2023).

та Шаріфи Суладжман аль-Джашим, і має чотирьох братів.
Здобув освіту за фахом комерція в Кувейтському університеті.
У 1985 році здобув військову підготовку у званні лейтенанта, згодом дослужився до звання генерал-лейтенанта.
З 1986 року працював у МВС, в останньому став заступником секретаря.
Також був президентом клубу «Аль-Арабі» і членом національної футбольної асоціації
.
У 2014—2020 роках губернатор мухафази Хаваллі, потім був заступником командувача Національною гвардією Кувейту.
9 березня 2022 року він став першим віце-прем'єр-міністром і міністром внутрішніх справ Кувейту в умовах урядової кризи.
З 24 липня 2022 р — прем'єр-міністром країни

.
20 грудня 2023 року пішов з посади прем'єр-міністра. 